# Mandlig prostitution
Mandlig prostitution dækker over mænd der sælger sex til mænd og kvinder. En mandlig prostitueret, der sælger sex til kvinder, betegnes som en gigolo.

## Trækkerdrenge
En trækkerdreng er en betegnelse for en mandlig prostitueret, der sælger seksuelle ydelser til andre mænd. Ordet trækkerdreng henviser især til unge gadeprostituerede.
Der findes blandt andet to danske film, hvor trækkerdrenge portrætteres; vinderen af Bodilprisen for bedste danske film i 1958 Bundfald og Smukke dreng fra 1993. I 1995 spillede Leonardo DiCaprio Jim Caroll i The Basketball Diaries, der blandt andet handler om stoffer og mandlig prostitution.

### Danmark
Tidligere havde København en fast gruppe af trækkerdrenge, som primært fik kontakt med deres kunder ved Rådhuspladsen og bl.a. ved Hovedbanegården. I dag er den mandlige prostitution, bl.a. fordi internettet har gjort uforpligtende sexmøder både lette og hurtige at arrangere, stort set forsvundet fra byens gadebillede, bortset fra lejlighedsvis forekomst f.eks. i Ørstedsparken eller på barer i homomiljøet. Den nuværende mandlige prostitution foregår stort set alene gennem internettet, og fænomenet trækkerdrenge er således afløst af escortfyre.

#### Lovgivning
Historisk har samfundet ofte sat lighedstegn mellem homoseksualitet, prostitution og andre former for kriminalitet. Årsagen kan være, at de homoseksuelle holdt til i subkulturelle miljøer, hvor forskellige marginaliserede grupper færdedes. En anden mulig forklaring er, at voksne homoseksuelle havde brug for at få dækket deres seksuelle behov med prostitution, når lovgivning og seksualmoral gjorde det umuligt for dem at indgå seksuelle forhold på anden vis.[kilde mangler]
Homoseksuelle forhold blev lovliggjort med straffeloven af 1930, der indførte en seksuel lavalder på 18 år, dog 21 år for forførelse. Forførelsesparagraffen gjaldt, når en person "under misbrug af en på alder og erfaring beroende overlegenhed forfører en person under 21 år". Aldersgrænsen var højere end den, der gjaldt for heteroseksuelle forhold (henholdsvis 15 og 18 år).
I 1961 blev loven væsentlig strammet ud fra den herskende forførelsesteori, dvs. idéen om at en ung mand kunne blive gjort homoseksuel ved forførelse, hvilket var uønsket. Reglen, kendt som "den grimme lov", kriminaliserede enhver betaling for homoseksuel sex med en person under 21 år. Den blev håndhævet meget strengt. Også symbolsk betaling såsom en pakke cigaretter var strafbart. I 1965 bortfaldt den igen.
Straffen for homoseksuel prostitution, straffelovens § 230, bortfaldt i 1967. I 1976 blev den seksuelle lavalder også 15 år for homoseksuelle.

### Europa
Man finder stadig trækkerdrengemiljøer i byer som Prag,, London Hamborg og Berlin. I Berlin holder trækkerdrenge af udenlandsk herkomst blandt andet til i Großer Tiergarten.
I Tyskland er lavalderen for købesex 18 år.

## Gigolo
En gigolo er en mand, der som profession tjener penge ved at være, ofte velhavende, kvinders ledsager/eskort, dansepartner, massør eller andet og som desuden tilbyder seksuelle ydelser.

### Populærkultur
Emnet er behandlet i både romaner og film verden over. Et eksempel er filmen The Roman Spring of Mrs. Stone fra 1961, som er baseret på en roman af Tennessee Williams. En anden film er The Man from Elysian Fields fra 2001 med Andy Garcia og Mick Jagger i hovedrollerne. Sidst men ikke mindst kan nævnes American Gigolo med Richard Gere.
Den danske rapper 'Jokeren' har nummeret "Gigolo Jesus" med på sin plade Alpha Han fra 2003, samt for nylig udgivet et album med samme titel Gigolo Jesus (2005).
Der er også lavet en film kaldet Deuce Bigalow: Male Gigolo som er en komedie omkring en amerikansk gigolo.
Desuden kan der nævnes David Hemmings' film Just a Gigolo med sangeren og skuespilleren David Bowie.